# アレクサンドル・シェレーピン
アレクサンドル・ニコラエヴィチ・シェレーピン（Александр Николаевич Шелепин, Alexandr（Alexander） Nikolayevich Shelepin、1918年8月18日 - 1994年10月24日）は、ソ連共産党の活動家、第2代ソ連国家保安委員会（KGB）議長。

## 人物
ヴォロネジ出身。鉄道員の息子。モスクワ歴史・哲学・文学大学中退。中隊政治委員として、冬戦争に従軍。1940年、全連邦共産党（ボリシェヴィキ党）に入党。1940年から、全連邦レーニン共産青年同盟（コムソモール）モスクワ市委員会の教官、課主任、軍事・体育業務担当書記。独ソ戦時、パルチザン部隊へのコムソモールの派遣に従事。1943年からコムソモール書記。
1952年～1958年、コムソモール中央委員会第一書記。1952年からソ連共産党中央委員会委員。ヨシフ・スターリンの死後、ニキータ・フルシチョフの庇護を得、1957年、G.マレンコフ、V.モロトフ、L.カガノーヴィチ等がフルシチョフを解任しようと試みた際、彼を助け彼らの追放に功績があった。以後、党・国家の要職を歴任する。1954年～1979年、ソ連最高会議代議員。
- 1958年4月～12月 - ソ連共産党中央委員会党機関課主任
- 1958年12月～1961年11月 - KGB議長
- 1961年10月～1967年9月 - ソ連共産党中央委員会書記（人事担当）
- 1962年11月～1965年12月 - ソ連共産党中央委員会・ソ連閣僚会議党・国家統制委員会議長（ロシア語版）
- 1962年11月～1965年12月 - ソ連閣僚会議副議長

コムソモール出身者を党の多くの重要ポストに送り込み、「鉄のシュリク」（железный Шурик）という渾名（あだな）を得た。フルシチョフを解任し、レオニード・ブレジネフの就任を組織した1人。1964年から、ソ連共産党中央委員会幹部会（政治局）員。一番の若手であった。一時はブレジネフの後継者とも目されたが、コムソモール出身者が大使として国外に送られるなか、1966年、全連邦労働組合中央評議会議長に左遷。1975年、労働組合代表団団長としてイギリスを訪問したが、イギリスの新聞が「元KGB議長がどうして労働運動を組織できるのか」と騒ぎ出し、大規模な抗議デモに会い、予定を切り上げて帰国する羽目になった。これはシェレーピンを追い落とす口実となり、国家職業技術教育委員会議長代理（副議長）に左遷された。同年、政治局から追い出された。1976年、ソ連共産党中央委員会からも追われた。1984年、年金生活に入る。
| 公職                  | 公職                                               | 公職                                |
| --------------------- | -------------------------------------------------- | ----------------------------------- |
| 先代 イワン・セーロフ | ソビエト連邦 国家保安委員会議長 第2代：1958 - 1961 | 次代 ウラジーミル・セミチャストヌイ |